# Camboriú
Camboriú là một đô thị thuộc bang Santa Catarina, Brasil. Đô thị này có diện tích 214,5 km², dân số năm 2007 là 53388 người, mật độ 247,1 người/km².